# Quận Mesa, Colorado
Quận Mesa là một quận thuộc tiểu bang Colorado, Hoa Kỳ.
Quận này được đặt tên theo. Theo ước tính của Cục điều tra dân số Hoa Kỳ năm 2011, quận có dân số 147.083 người. Quận lỵ đóng ở Grand Junction. 

## Địa lý
Theo Cục điều tra dân số Hoa Kỳ, quận có diện tích 8.653 km2, trong đó có 35 km2 là diện tích mặt nước.

### Quận giáp ranh
- Quận Garfield, Colorado - bắc
- Quận Pitkin, Colorado - đông
- Quận Gunnison, Colorado - đông
- Quận Delta, Colorado - đông nam
- Quận Montrose, Colorado - nam
- Quận Grand, Utah - tây

## Thông tin nhân khẩu
Theo điều tra dân số năm 2000, đã có 116.255 người, 45.823 hộ, và 31.572 gia đình sinh sống trong quận. Mật độ dân số là 35 người trên mỗi dặm vuông (13/km ²). Có 48.427 đơn vị nhà ở với mật độ trung bình là 15 trên mỗi dặm vuông (6/km ²). Cơ cấu chủng tộc của quận là 92,34% người da trắng, 0,46% người da đen hoặc người Mỹ gốc Phi, 0,91% người Mỹ bản xứ, 0,53% người châu Á, các dân tộc Thái Bình Dương 0,10%, 3,67% từ các chủng tộc khác, và 1,99% từ hai hay nhiều chủng tộc. 10,02% dân số là người Hispanic hay Latino thuộc bất cứ chủng tộc nào.
Có 45.823 hộ, trong đó 31,40% có con cái dưới tuổi 18 sống chung với họ, 55,30% là các cặp vợ chồng chung sống với nhau, 9,80% có một chủ hộ là nữ không có chồng, và 31,10% là không gia đình. 25,10% của tất cả các hộ gia đình của các cá nhân và 10,30% có người sống một mình 65 tuổi hoặc lớn tuổi hơn. Cỡ hộ trung bình là 2,47 và cỡ gia đình trung bình là 2,94.
Trong quận, cơ cấu tuổi dân cư với 25,00% dưới 18 tuổi, 9,40% từ 18 đến 24, 26,70% từ 25 đến 44, 23,70% từ 45 đến 64, và 15,20% là những người từ 65 tuổi trở lên. Tuổi trung bình là 38 năm. Đối với mỗi 100 nữ có 96,00 nam giới. Đối với mỗi độ tuổi phụ nữ 100 18 và hơn, đã có 93,20 nam giới.
Thu nhập trung bình cho một hộ gia đình trong quận là 35.864 USD, và thu nhập trung bình cho một gia đình là 43.009 USD. Nam giới có thu nhập trung bình 32.316 USD so với 22.374 USD đối với nữ giới. Thu nhập bình quân đầu người của quận là 18.715 USD. Khoảng 7,00% gia đình và 10,20% dân số sống dưới mức nghèo khổ, bao gồm 11,50% những người dưới 18 tuổi và 8,10% của những người 65 tuổi trở lên.